# Thomas Müller (combiné nordique)
Pour les articles homonymes, voir Müller et Thomas Müller.
 (décembre 2023).
Si vous disposez d'ouvrages ou d'articles de référence ou si vous connaissez des sites web de qualité traitant du thème abordé ici, merci de compléter l'article en donnant les références utiles à sa vérifiabilité et en les liant à la section « Notes et références ».
Thomas Müller, né le 5 mars 1961 à Aschaffenbourg, est un spécialiste allemand du combiné nordique.

## Carrière
Il est champion olympique 1988 dans l'épreuve par équipe, et double champion du monde 1985 et 1987, toujours dans l'épreuve par équipe. S'il a remporté quatre épreuves individuelles en coupe du monde, son meilleur classement général est une deuxième place en 1986 derrière son compatriote Hermann Weinbuch. Il se retire en 1992.

## Palmarès

### Jeux olympiques
| Épreuve / Édition | Sarajevo 1984 | Calgary 1988 |
| Individuel        | 5e            | 25e          |
| Par équipes       |               | Or           |

### Championnats du monde
| Épreuve / Édition | Oslo 1982 | Rovaniemi 1984 | Seefeld 1985 | Oberstdorf 1987 | Val di Fiemme 1991 |
| Individuel        | 6e        |                | 13e          | 10e             |                    |
| Par équipes       | 4e        | 5e             | Or           | Or              | 4e                 |

### Championnats du monde junior
- troisième place à Schonach en 1981

### Coupe du monde
- Meilleur classement au général : 2e en 1986.
- 4 victoires en individuel : Schonach 1984, Lahti 1984 & 1987, Oberwiesenthal 1985.
- 2 deuxièmes places
- 6 troisièmes places

### Coupe du monde B
- Victoire à Predazzo le 15 décembre 1991